# Республика Корея на юношеских Олимпийских играх
Республика Корея принимает участие в юношеских Олимпийских играх: в летних Играх — начиная с Игр 2010 года, в зимних Играх — начиная с Игр 2012 года.
Спортсмены Республики Корея на всех юношеских Олимпийских играх выиграли в сумме 81 медаль, из них 37 золотых; в неофициальном медальном зачёте спортивная делегация Республики Корея занимает 4-е место.

## Медальный зачёт

### Медали на летних юношеских Олимпийских играх
| Игры              | Участников | Золото | Серебро | Бронза | Всего | Место |
| 2010 Сингапур     | 72         | 11     | 4       | 4      | 19    | 3     |
| 2014 Нанкин       | 73         | 4      | 6       | 5      | 15    | 13    |
| 2018 Буэнос-Айрес | 28         | 1      | 4       | 7      | 12    | 44    |
| Всего             | Всего      | 16     | 14      | 16     | 46    | 10    |

### Медали на зимних юношеских Олимпийских играх
| Игры             | Участников | Золото | Серебро | Бронза | Всего | Место |
| 2012 Инсбрук     | 27         | 6      | 3       | 2      | 11    | 4     |
| 2016 Лиллехаммер | 30         | 10     | 3       | 3      | 16    | 2     |
| 2020 Лозанна     | 40         | 5      | 3       | 0      | 8     | 7     |
| Всего            | Всего      | 21     | 9       | 5      | 35    | 2     |